# Philometra oncorhynchi
Philometra oncorhynchi är en rundmaskart. Philometra oncorhynchi ingår i släktet Philometra och familjen Philometridae. Inga underarter finns listade i Catalogue of Life.